# Franz Matter
Franz Matter (* 2. März 1931 in Schüpfen; † 13. Oktober 1999 in Bern) war ein Schweizer Schauspieler und Regisseur.
Matter nahm Ende der 1940er Jahre Schauspielunterricht und spielte danach am Berner Ateliertheater, am Stadttheater Bern, in der Basler «Komödie», am Luzerner Theater und am Schauspielhaus Zürich. Daneben führte er Regie und trat in Fernsehen und Radio auf.
1958 nahm Matter mit der Rolle des Felix in Schnyders Gotthelf-Verfilmung Die Käserei in der Vehfreude sein erstes Filmengagement an. Weitere sollten folgen, so in Anne Bäbi Jowäger, Der Sittlichkeitsverbrecher und Die sechs Kummerbuben.
Matter war in erster Ehe mit der Schauspielerin Margret Neuhaus verheiratet, in zweiter Ehe mit der Schauspielerin Birgit Steinegger, mit ihr hatte er eine Tochter.

## Filmografie (Auswahl)
- 1961: Die Gejagten
- 1966: Angeklagt nach § 218 (Der Arzt stellt fest…)
- 1971: Salto Mortale (1 Folge)
- 1973: Die Fabrikanten